# Los estranguladores de Bombay
Los estranguladores de Bombay (título original: The Stranglers of Bombay) es una película británica dirigida por Terence Fisher y estrenada en 1959.

## Argumento
En la India, al final del XIX, una banda de malhechores denominada los Thugs es una fuente de secuestros, de homicidios y de mutilaciones de viajeros que atraviesan las regiones del país bajo su influencia. Los actos violentos perpetrados por los miembros de la banda/secta tienen por objetivo ofrecer sacrificios rituales a la diosa india Kali. Un regimiento británico se lanza entonces detrás de los asesinos para intentar detenerlos.

## Reparto
- Guy Rolfe: Capitán Harry Lewis
- Allan Cuthbertson: Capitán Christopher Connaught-Smith
- Andrew Cruickshank: Coronel Henderson
- George Pastel: sacerdote de Kali
- Marne Maitland: Patel Shari